# Tom Thomas (duchowny)
Tom Thomas Pattasseril IC (ur. 12 stycznia 1972 w Elanji w stanie Kerala) – indyjski duchowny rzymskokatolicki, posiadający również obywatelstwo brytyjskie, rosminianin. Od 2024 pełni funkcję administratora apostolskiego prefektury apostolskiej Falklandów oraz superiora misji „sui iuris” Wyspy Świętej Heleny, Wyspy Wniebowstąpienia i Tristan da Cunha.

## Życiorys
Ukończył studia z zakresu literatury angielskiej, psychologii i socjologii na uniwersytecie w Bengaluru. W 2000 wstąpił do Instytutu Miłosierdzia i po dwuletnim nowicjacie ukończył studia na Papieskim Uniwersytecie Laterańskim. Śluby wieczyste w zgromadzeniu złożył 29 sierpnia 2007, a 8 września tego samego roku przyjął święcenia diakonatu z rąk biskupa Johna Arnolda. 26 maja 2008 został wyświęcony na prezbitera przez biskupa Josepha Kallarangatta. Od 2010 posługiwał w Wielkiej Brytanii m.in. w Cardiff, Rugby, Nottingham i Londynie. 18 lipca 2024 został mianowany administratorem apostolskim prefektury apostolskiej Falklandów a także superiorem misji „sui iuris” Wyspy Świętej Heleny, Wyspy Wniebowstąpienia i Tristan da Cunha.